# Schweinburg (Gemeinde Japons)
Schweinburg ist eine Ortschaft und eine Katastralgemeinde der Gemeinde Japons im Bezirk Horn in Niederösterreich.

## Lage
Schweinburg liegt nordwestlich von Japons und ist mittels Landes- und Gemeindestraßen an die Nachbarorte Radl, Sabatenreith, Japons und Goslarn angebunden.

## Geschichte
Schweinburg dürfte einst ein Rittersitz gewesen sein, denn im Jahr 1335 wird hier ein Simon von Schweinbort als Pächter von Zehenten des Stiftes Herzogenburg genannt. 1335 ist zugleich die erste urkundliche Erwähnung des Dorfes. Laut Adressbuch von Österreich waren im Jahr 1938 in der Ortsgemeinde Schweinburg ein Ferkelhändler, ein Gastwirt, ein Gemischtwarenhändler, ein Landesproduktehändler, ein Schmied, eine Schneiderin und mehrere Landwirte ansässig.

## Siedlungsentwicklung
Zum Jahreswechsel 1979/1980 befanden sich in der Katastralgemeinde Schweinburg insgesamt 51 Bauflächen mit 28.974 m² und 65 Gärten auf 56.430 m², 1989/1990 gab es 52 Bauflächen. 1999/2000 war die Zahl der Bauflächen auf 152 angewachsen und 2009/2010 bestanden 69 Gebäude auf 163 Bauflächen.

## Bodennutzung
Die Katastralgemeinde ist landwirtschaftlich geprägt. 331 Hektar wurden zum Jahreswechsel 1979/1980 landwirtschaftlich genutzt und 221 Hektar waren forstwirtschaftlich geführte Waldflächen. 1999/2000 wurde auf 333 Hektar Landwirtschaft betrieben und 221 Hektar waren als forstwirtschaftlich genutzte Flächen ausgewiesen. Ende 2018 waren 330 Hektar als landwirtschaftliche Flächen genutzt und Forstwirtschaft wurde auf 221 Hektar betrieben. Die durchschnittliche Bodenklimazahl von Schweinburg beträgt 28,3 (Stand 2010).